# Scripps National Spelling Bee
Pour les articles homonymes, voir Scripps.

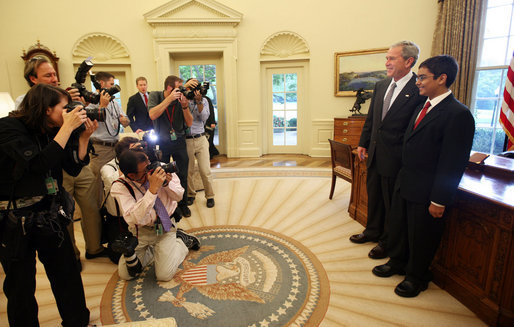
George W Bush reçoit le vainqueur de l'édition 2008, Sameer Mishra, dans le Bureau ovale.

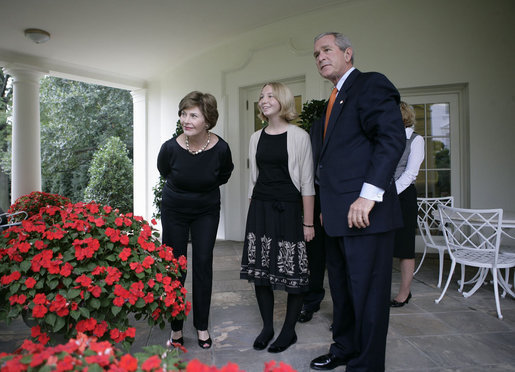
George et Laura Bush recevant Kerry Close, la championne 2006 devant le Bureau ovale.

Scripps National Spelling Bee, ou plus simplement National Spelling Bee, est une compétition américaine annuelle où de jeunes gens doivent épeler des mots choisis par un jury. Le compétiteur qui se trompe est éliminé et la compétition se poursuit jusqu'à ce qu'il ne reste plus qu'un concurrent. La plupart d'entre eux sont américains (mais quelques-uns viennent d'autres pays anglophones), souvent commandités par le journal local de leur ville ou comté.
Organisée par le conglomérat E. W. Scripps Company, le Scripps National Spelling Bee fut retransmis pour la première fois à la télévision en 1946. La phase finale est retransmise depuis quelques années par la chaîne de télévision ABC.
Organisée tous les ans depuis 1925 (sauf pendant la Seconde Guerre mondiale, avec une interruption de 1942 à 1945). L'édition de 2008 était la 81e de cette compétition. La finale a eu lieu le 3 juin et a opposé 288 participants. Le jeune Sameer Mishra, 13 ans, de l'Indiana, a remporté la compétition après un entraînement spécifique de 7 ans. Pour exemple, quelques mots proposés vers la fin de la compétition : numnah, esclandre, guerdon, prosopopeia, taleggio, hyphaeresis.

## Ex æquo
Dans le film Akeelah (Akeelah and the Bee) la compétition se clôture par un ex æquo. En réalité, la compétition s'est terminée à cinq reprises sur des ex æquo : 1950, 1957, 1962, 2014 et 2015.

## Derniers vainqueurs
| Année        | Mot gagnant             | Gagnant                                | Sponsor                                        | Lieu d'origine gagnant et sponsor     |
| ------------ | ----------------------- | -------------------------------------- | ---------------------------------------------- | ------------------------------------- |
| 2000         | demarche                | George Thampy                          | St. Louis Post-Dispatch                        | St. Louis, MO                         |
| 2001         | succedaneum             | Sean Conley                            | Aitkin Independent Age                         | Aitkin, MN                            |
| 2002         | prospicience            | Pratyush Buddiga                       | Rocky Mountain News                            | Denver, CO                            |
| 2003         | pococurante             | Sai R. Gunturi                         | The Dallas Morning News                        | Dallas, TX                            |
| 2004         | autochthonous           | David Scott Pilarski Tidmarsh          | South Bend Tribune                             | South Bend, IN                        |
| 2005         | appoggiatura            | Anurag Kashyap                         | San Diego Union-Tribune                        | San Diego, CA                         |
| 2006         | Ursprache               | Katharine Close                        | Asbury Park Press/Home News Tribune            | Spring Lake, NJ                       |
| 2007         | serrefine               | Evan O'Dorney                          | Contra Costa Times                             | Walnut Creek, CA                      |
| 2008         | guerdon                 | Sameer Mishra                          | Journal and Courier                            | West Lafayette, IN                    |
| 2009         | Laodicean               | Kavya Shivashankar                     | The Olathe News                                | Olathe (Kansas)                       |
| 2010         | stromuhr                | Anamika Veeramani                      | The Plain Dealer                               | Ohio (Texas)                          |
| 2011         | cymotrichous            | Sukanya Roy                            | Times-Leader                                   | Wilkes-Barre (Pennsylvania)           |
| 2012         | guetapens               | Snigdha Nandipati                      | U-T San Diego                                  | San Diego (Californie)                |
| 2013         | knaidel                 | Arvind Mahankali                       | New York Daily News                            | New York                              |
| 2014 ex æquo | feuilleton stichomythia | Ansun Sujoe Sriram Hathwar             | Texas Christian University Corning Rotary Club | Fort Worth (Texas) Corning (New York) |
| 2015 ex æquo | scherenschnitte nunatak | Vanya Shivashankar Gokul Venkatachalam | The Olathe News St. Louis Post-Dispatch        | Hays (Kansas) Saint-Louis (Missouri)  |

## Fiction
- Le film Akeelah and the Bee (Les Mots d'Akeelah) est une œuvre de fiction cinématographique qui met en scène le parcours préparatoire d'une jeune fille américaine participant à ce concours.
- Dans la série La Petite Maison dans la prairie Laura Ingalls Wilder se trompe dans l'épellation du mot xanthophyll lors d'un concours d'épellation organisé dans le comté en 1880[2].
- Dans la série Northern Rescue Taylor West participe au Spelling Bee de son école qu'elle remporte après s'être évanouie.